# Eggstone
Eggstone är ett svenskt band bestående av Per Sunding (sång, bas) Patrik Bartosch (gitarr) och Maurits Carlsson (trummor). 
Eggstone är ursprungligen ifrån Lomma i Skåne, men håller numera till i Malmö där de har studion Tambourine studios. Eggstone började som ett The Jam-coverband, men utvecklade så småningom sin egen stil. 
1991 gavs debutalbumet Eggstone in San Diego ut på det engelska skivbolaget Snap (senare Soap) Records och det följdes upp tre år senare med albumet Somersault producerad av Michael Blair. Det tredje och senaste albumet, Vive la Differénce!, kom 1997 och gavs ut av MNW-music under etiketten Vibrafon Records. Skivornas lätta, lite vemodiga pop med sextiotalsinfluenser hämtade mycket inspiration från tweepop.
Under 1998 och 1999 kom de två samlingsalbumen Spanish Slalom och Ça chauffe en suede!. 
Bandmedlemmarna har under de senaste åren koncentrerat sig på andra saker som familjeliv och volontärarbete. Bandet är dock inte officiellt nedlagt.
Deras studio Tambourine var under mitten av 1990-talet mycket trendig och exempelvis The Cardigans, Bob Hund, The Ark, St Etienne samt flera japanska indieartister spelade in musik där. 
I april 2016 gjorde bandet en oväntad comeback med låten "Like So" som släpptes på flera strömningstjänster, bandets första musik på 19 år.

## Diskografi

### Album
- 1989 - Eggstone
- 1992 - Eggstone in San Diego
- 1994 - Somersault
- 1997 - Vive la Differénce!
- 1998 - Spanish Slalom
- 1999 - Ça chauffe en suede!